# Skyddszon
Skyddszon är den remsa vid kanten av ett åkerfält som inte brukas, utan som är permanent beväxt. Avsikten med skyddszoner är att förhindra läckage av näringsämnen och växtgifter till exempelvis vattendrag eller svackor i terrängen.